# The Meads of Asphodel
The Meads of Asphodel je britská metalová kapela založená v roce 1998 v Hertfordshire v Anglii Metatronem (vokály) a Jaldabaothem (alias Jamesem Fogarty – Mr. Fog, měl na starosti kytaru, klávesy, baskytaru a bicí). Její tvorbu lze charakterizovat jako experimentální black metal. Tematikou kapely je středověk a antikřesťanství.

V roce 1998 vyšlo první demo The Bemoaning of Metatron, první studiové album s názvem The Excommunication of Christ bylo vydáno v roce 2001.

## Diskografie

### Dema
- The Bemoaning of Metatron (1998)
- Metatron and the Red Gleaming Serpent (1999)
- The Watchers of Catal Huyuk (1999)

### Studiová alba
- The Excommunication of Christ (2001)
- Exhuming the Grave of Yeshua (2003)
- Damascus Steel (2005)
- The Murder of Jesus the Jew (2010)
- Sonderkommando (2013)

### EP
- In the Name of God, Welcome to Planet Genocide (2002)
- Life Is Shit (2007)

### Kompilace
- The Mill Hill Sessions (2004)
- The Early Years (2009)
- The Middle Ages (2014)